# Лескен (Нор)
Леске́н (фр. Lesquin) — коммуна во Франции, регион О-де-Франс, департамент Нор, округ Лилль, кантон Тамплёв. Пригород Лилля, расположен в 7 км к юго-востоку от центра города, в 2 км от автомагистрали А1 «Нор» и в 3 км от автомагистрали А27. В Лескене расположен международный аэропорт Лилля. В центре коммуны находится железнодорожная станция Лескен линии Лилль-Ирсон.
Население (2017) — 8 259 человек.

## Экономика
Структура занятости населения:
- сельское хозяйство — 0,1 %
- промышленность — 4,7 %
- строительство — 6,7 %
- торговля, транспорт и сфера услуг — 77,7 %
- государственные и муниципальные службы — 10,7 %

Уровень безработицы (2017) — 8,6 % (Франция в целом — 13,4 %, департамент Нор — 17,6 %). 

Среднегодовой доход на 1 человека, евро (2017) — 23 200 (Франция в целом — 21 110, департамент Нор — 19 490).

## Демография
Динамика численности населения, чел.

## Администрация
Пост мэр Лескена с 2017 года занимает Жан-Марк Амброзьевич (Jean-Marc Ambroziewicz). На муниципальных выборах 2020 года возглавляемый им правый список одержал победу в 1-м туре, получив 81,56 % голосов.
| Период | Период | Фамилия              | Партия                                                                                  | Примечания                                                                                        |
| ------ | ------ | -------------------- | --------------------------------------------------------------------------------------- | ------------------------------------------------------------------------------------------------- |
| 1971   | 1995   | Клод Сенепар         |                                                                                         |                                                                                                   |
| 1995   | 2017   | Дани Ваттебле        | Союз за французскую демократию, Демократическое движение, Союз демократов и независимых | руководитель предприятия, член Генерального совета департамента член Совета департамента, сенатор |
| 2017   |        | Жан-Марк Амброзьевич | Разные правые                                                                           | работник банка                                                                                    |

## Города-побратимы
- Бафулабе, Мали
- Линних, Германия

## Галерея

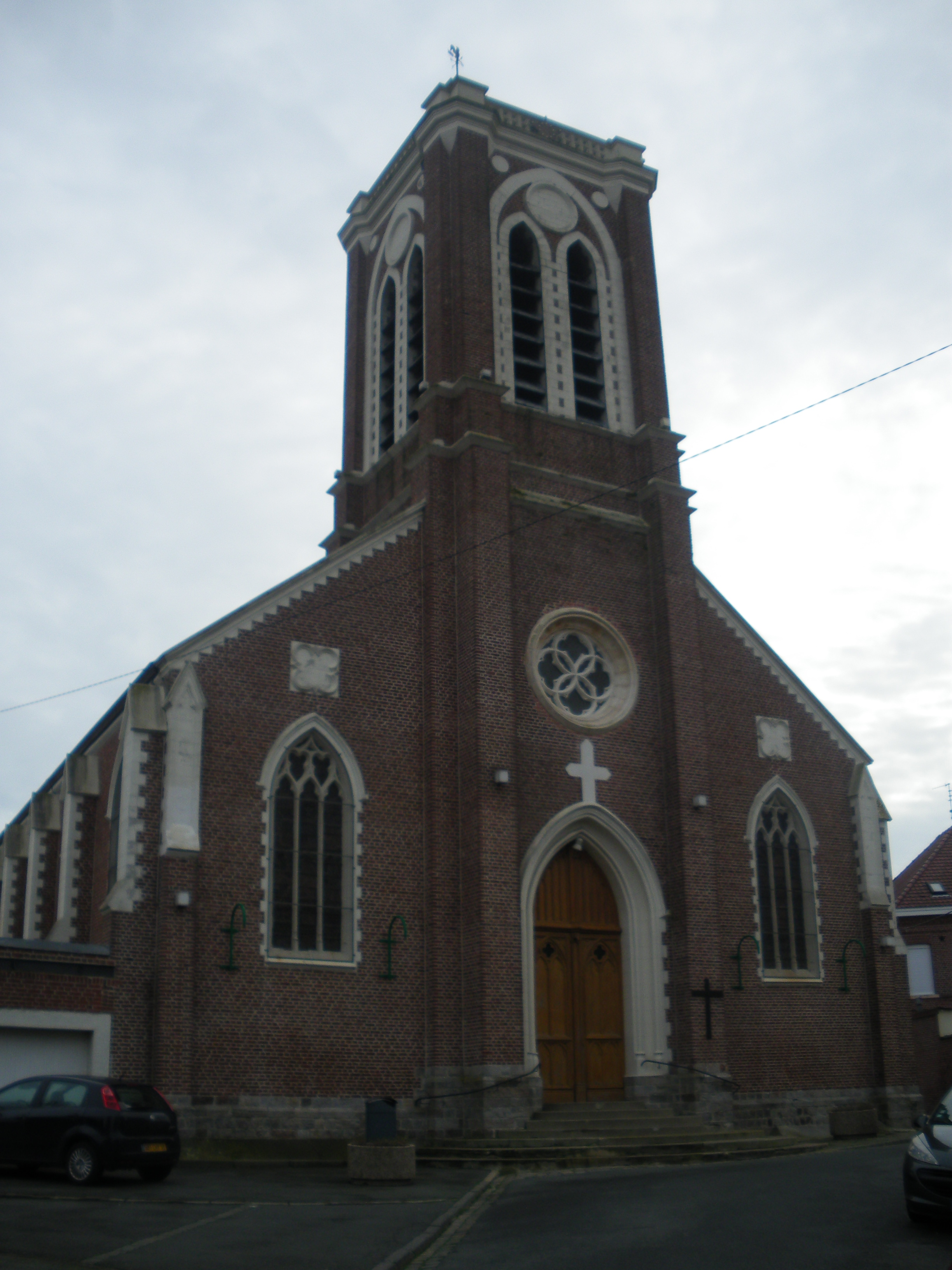
Церковь Святого Варфоломея 1854 года
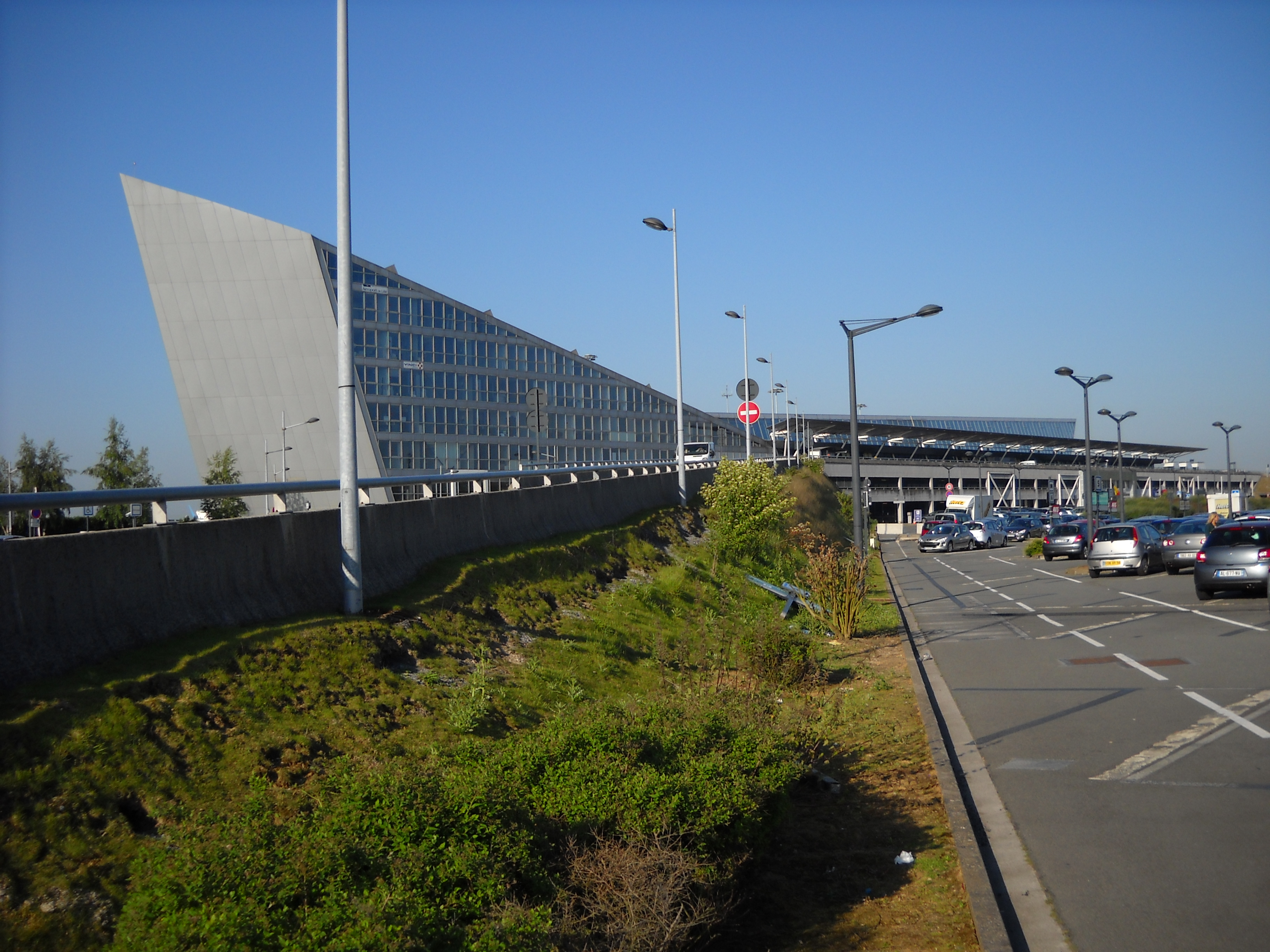
Аэропорт Лилля

1. 1 2  база данных о французских коммунах — Национальный географический институт Франции, 2015.